# Suddivisioni della Svizzera
Le suddivisioni amministrative della Svizzera (in francese: subdivisions de la Suisse, in tedesco: Unterteilungen der Schweiz, in romancio: divider du Svizra), secondo il Titolo terzo della Costituzione federale svizzera, sono la Confederazione Svizzera, i cantoni, i distretti e i comuni.

## Cantoni
I cantoni rappresentano il primo livello di suddivisione amministrativa della Confederazione. In totale sono 26 di cui 6 (Basilea città e Basilea Campagna, Appenzello Interno e Appenzello Esterno, Obvaldo e Nidvaldo) considerati semicantoni per la loro precedente divisione da un cantone comune. Secondo questa classificazione i cantoni risulterebbero 23, Obvaldo e Nidvaldo compongono l'Untervaldo mentre Appenzello e Basilea sono considerati cantoni unici. Dal 1999 con la nuova Costituzione anche i semicantoni sono riconosciuti come singoli.
Ogni cantone è disposto di una Costituzione cantonale (che affida ai cantoni le competenze non attribuite esplicitamente alla Confederazione), di un Parlamento o Assemblea generale (per lo più monocamerale con un numero di membri che varia da 58 a 200), di un Governo (composto da un numero di membri dispari a seconda del cantone) e degli organi giurisdizionali.
| Uri    | Obvaldo  | Lucerna | Glarona | Berna    | Soletta       | Basilea Campagna | Appenzello Esterno | San Gallo | Argovia  | Ticino | Vallese   | Ginevra |
| Svitto | Nidvaldo | Zurigo  | Zugo    | Friburgo | Basilea Città | Sciaffusa        | Appenzello Interno | Grigioni  | Turgovia | Vaud   | Neuchâtel | Giura   |

## Distretti

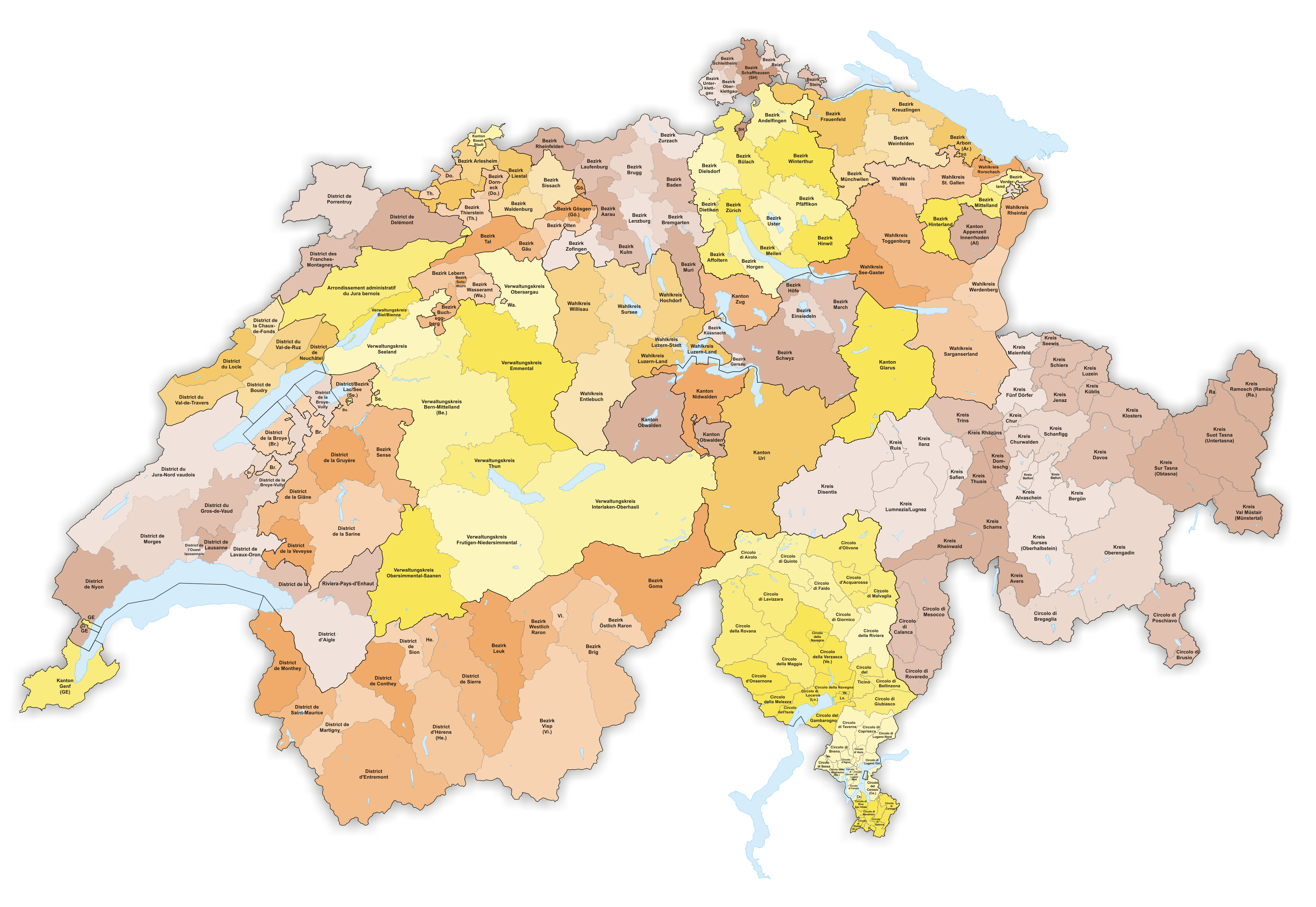
Distretti (e circoli) svizzeri

I distretti, secondo l'articolo 1 della Costituzione, sono il secondo livello di suddivisione amministrativa sotto i cantoni. A differenza degli Stati di tipo centralista, all'interno della Confederazione i cantoni sono completamente liberi di decidere la propria suddivisione amministrativa. Pertanto esistono diverse strutture e terminologie per le entità subnazionali intermedie tra i cantoni e i comuni, chiamate in generale distretti. La maggior parte dei cantoni sono divisi in Bezirke (distretto in tedesco). Sono chiamati anche Ämter (Canton Lucerna), Amtsbezirke (Canton Berna), district (in francese e in romancio) o distretti (nel Canton Ticino). Il distretto generalmente si occupa solo dell'amministrazione e dell'organizzazione della giustizia. Per ragioni storiche, nel Cantone dei Grigioni e nel Canton Svitto, i distretti hanno giurisdizione anche fiscale e politica. 10 dei 26 cantoni non sono divisi in distretti: Uri, Obvaldo, Nidvaldo, Appenzello Esterno, Glarona, Zugo, Basilea Città e Ginevra non sono divisi in distretti (per diversi motivi, storici, pratici o per la dimensione ridotta). In totale sono attivi:
- 204 distretti/districts/Bezirke
- 44 circoli (solo nel Canton Ticino)

## Comuni
I comuni, denominati anche municipalità o comunità (in tedesco: Gemeinden, in francese: communes, in romancio: vischnanca), rappresentano l'ultimo livello amministrativo svizzero. In tutto sono 2212 (1º gennaio 2019). Ogni cantone decide le loro responsabilità. Queste possono includere la fornitura di servizi pubblici locali come istruzione, assistenza medica e sociale, trasporti pubblici e raccolta delle tasse. Il grado di centralizzazione dipende da un cantone all'altro.

### Comuni "speciali"
Le "città" (villes o Städte) sono le municipalità con più di 10 000 abitanti, o luoghi più piccoli che ottennero i diritti cittadini in epoca medioevale. In certi cantoni, è possibile trovare dei "comuni specifici", sullo stesso territorio dei "comuni politici" (Einwohnergemeinde o politische Gemeinde). Tra i vari "comuni specifici" citiamo:
- il comune borghese, o borghesia, istituzione all'interno della quale solo le persone originarie del comune hanno il diritto di voto, e non l'insieme degli abitanti (anche corporazioni);
- il comune ecclesiastico (divisione territoriale di una Chiesa che dispone di uno statuto di diritto pubblico);
- il comune scolastico, che si occupa delle scuole di un dato territorio.